# Schindeltal (Gemeinde St. Veit)
Das Schindeltal ist ein Verkehrsweg und Ortsteil innerhalb der Katastralgemeinde Inner-Wiesenbach der Marktgemeinde Sankt Veit an der Gölsen im Bezirk Lilienfeld. Das Schindeltal ist eingebettet in das Wald- und Almgebiet der Gutensteiner Voralpen. In unmittelbarer Umgebung befinden sich: die Reisalpe (1399 m), Muckenkogel (1248 m) und der Wendlgupf, oft Ziel von Wandertouren
Unter dem Straßennamen existieren sechs adressierbare Hausnummern (Schindeltal 1 bis 6), die alle zur PLZ 3161 gehören.